# Libertad (escultura)
L'escultura urbana coneguda pel nom Libertad, ubicada a l'avinguda Fundación Príncipe de Asturias, a la ciutat d'Oviedo, Principat d'Astúries, Espanya, és una de les més d'un centenar que adornen els carrers de l'esmentada ciutat espanyola.
El paisatge urbà d'aquesta ciutat es veu adornat per obres escultòriques, generalment monuments commemoratius dedicats a personatges d'especial rellevància en un primer moment, i més purament artístiques des de finals del segle xx.
L'escultura, feta de bronze, és obra de Luis Sanguino, i està datada 1999.
Es tracta d'una peça a escala real, que es troba molt a prop d'una altra, «Paz», del mateix autor. Aquesta escultura vol simbolitzar els conceptes de tolerància, solidaritat, pau i llibertat, que suposa encarnen els Premis Príncep d'Astúries. La seva instal·lació es deu a la iniciativa de la Fundació Príncep d'Astúries.
La peça és una còpia de la que Sanguino feu als Estats Units, amb la qual pretenia substituir l'Estàtua de la Llibertat, que a ell no li agradava, i que va anomenar "Freedom". Sobre un pedestal hi ha la figura d'un home nu que trenca les seves cadenes en saltar, trencant d'aquesta manera amb l'esclavitud, i donant un pas cap endavant en expressió de la seva llibertat.